# Dorymyrmex flavus
Dorymyrmex flavus es una especie de hormiga del género Dorymyrmex, subfamilia Dolichoderinae. Fue descrita científicamente por McCook en 1880.
Se distribuye por los Estados Unidos. Se ha encontrado a elevaciones de hasta 2480 metros. Vive en microhábitats como el forraje y debajo de las rocas.